# Psylliodes testaceoconcolor
Psylliodes testaceoconcolor es una especie de insecto coleóptero de la familia Chrysomelidae. Fue descrita en 1926 por Heikertinger.